# Baruipur
Baruipur är en stad i den indiska delstaten Västbengalen, och tillhör distriktet Dakshin 24 Parganas. Folkmängden uppgick till cirka 50 000 invånare vid folkräkningen 2011, med förorter cirka 90 000 invånare.